# Sada Jacobson
Sada Jacobson (n. 14 februarie 1983, Rochester, Minnesota, SUA) este o scrimeră americană specializată pe sabie. Este dublă campioană mondială pe echipă în 2000 și în 2005. A fost laureată cu bronz la Jocurile Olimpice din 2004 de la Atena după ce a pierdut în semifinală cu chinezoaica Tan Xue, apoi a trecut în finala mică de românca Cătălina Gheorghițoaia. La Olimpiada din 2008 s-a clasat pe locul 2 după ce a fost învinsă în finala de compatrioata Mariel Zagunis. La proba pe echipe, Statele Unite nu au putut câștiga cu Ucraina în semifinală, dar au bătut Franța în finala mică și au luat bronzul.

## Legături externe
- en  Prezentare pe TeamUSA.org
- en Sada Jacobson la Olympedia.org